# Bogdan Žerajić

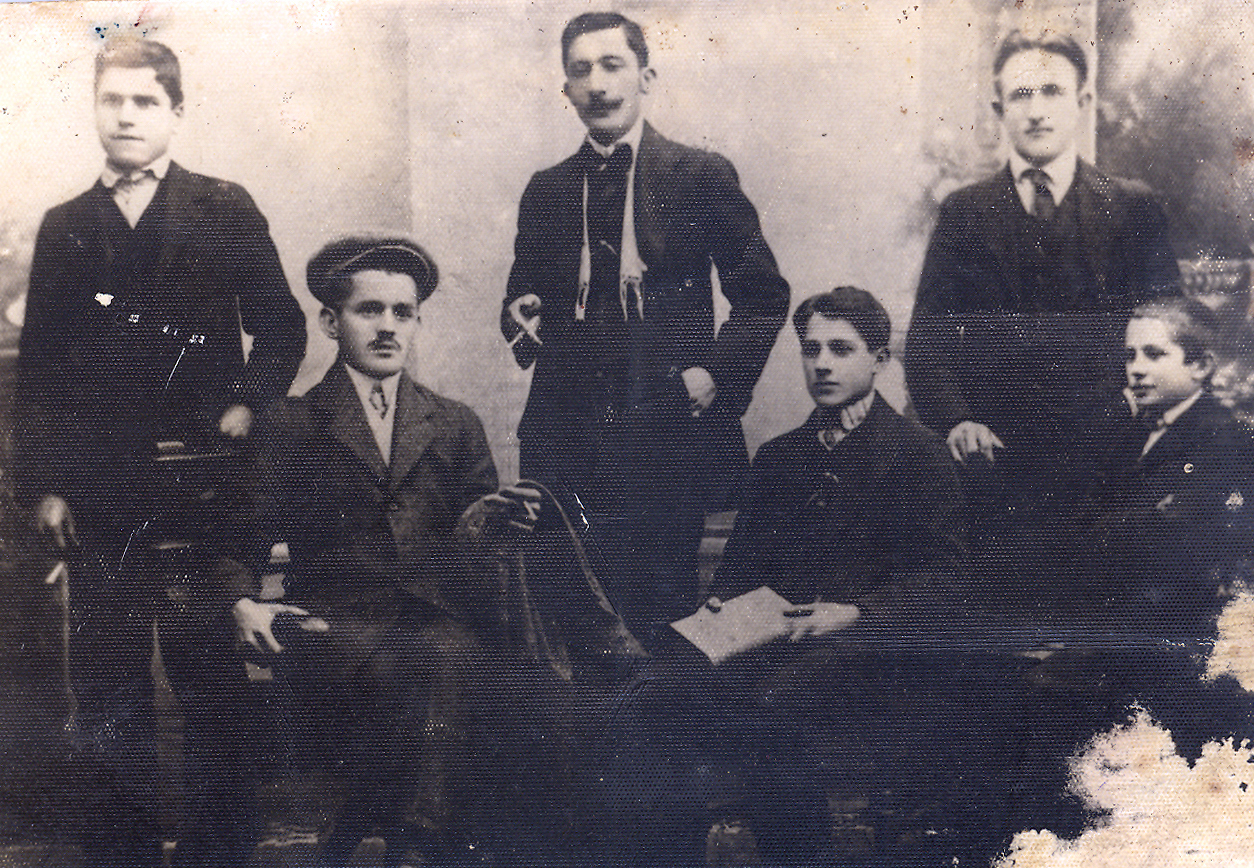
Bogdan Žerajić i mitten. Till höger sitter den unge Gavrilo Princip.

Bogdan Žerajić, kyrilliska Богдан Жеpаjић, född 1886 i Miljevac, död 1910 i Sarajevo, var en bosnienserbisk attentatsman, medlem av det revolutionära nätverket Unga Bosnien, som den 15 juni 1910 försökte skjuta friherren General Marijan Varešanin under dennes vagnsfärd till öppningen av det bosniska parlamentet. Attentatet misslyckades och Žerajić begick självmord.

## Biografi

### Ungdom
Bogdan Žerajić började gymnasiet i Mostar vid fjorton års ålder, 1900. Därefter studerade han juridik i Zagreb, men blev tvungen att lämna sina studier och söka arbete på grund av sin ekonomiska situation och blev en övertygad anarkist.  Han bad sin farbror om pengar för att resa till Ryssland och Schweiz och studera revolutionära principer.

### Politiska idéer
Bogdan Žerajić var medlem i nätverket Unga Bosnien som bestod av studenter och unga arbetare som ville skilja Bosnien och Hercegovina från Österrike-Ungern. Deras slutliga mål var att skapa en självständig sydslavisk nation, av en del kallad Storserbien och av andra Jugoslavien. 
När Žerajić fick veta att Bosnien hade inkorporerats i Österrike 1908 anmälde han sig som frivillig hos Narodna Odbrana, en gerillaorganisation ledd av högt uppsatta serbiska militärer, som förberedde sig för fullt krig mot Österrike-Ungern. Han i militärövning organiserad av Narodna Odbrana, och det var så Žerajić lärde sig grunderna i att hantera skjutvapen.

### Attentat mot Varešanin
Žerajić var upprörd över att folket inte visade tillräckligt motstånd mot regimen och han ansåg att en kraftfull gest måste till för att åstadkomma förändring. 
När han fick veta att kejsaren skulle komma på besök till Bosnien och Hercegovina för att inspektera sin koloni beslöt han sig för att försöka mörda kejsaren som han såg som en tyrann. Žerajić befann sig i Zagreb och berättade för sina kamrater att han skulle resa hem till Hercegovina ett tag av personliga skäl.
Den 3 juni 1910 anlände kejsar Frans Josef till staden Mostar.  Det blev dock inget attentat den dagen. Varför Žerajić avstod är oklart; dock sägs det att han tyckte synd om den åldrade monarken. Žerajić ändrade sina planer och ville nu i stället mörda Marijan Varešanin, Sarajevos guvernör, en kroat som enligt Unga Bosniens åsikt hade svikit sina slaviska landsmän genom att acceptera ett österrikiskt ämbete.  På öppningsdagen åkte Varešanin häst och vagn till parlamentet. Då ekipaget passerade Latinerbron rusade Žerajić fram och sköt fem gånger mot passageraren. Alla skotten missade och Žerajić valde att skjuta sig själv med det sista. 
Žerajić lär ha varit en förebild för attentatsmannen Gavrilo Princip som mördade den österrikiske tronföljaren Franz Ferdinand den 28 juni 1914. 